# Шугаркрік Тауншип (округ Армстронг, Пенсільванія)
Шугаркрік Тауншип (англ. Sugarcreek Township) — селище (англ. township) в США, в окрузі Армстронг штату Пенсільванія. Населення — 1350 осіб (2020).

## Демографія
Згідно з переписом 2010 року, у селищі мешкало 1539 осіб у 550 домогосподарствах у складі 375 родин. Було 607 помешкань
Расовий склад населення:
| - 97,9 % — білих - 1,8 % — чорних або афроамериканців - 0,1 % — корінних американців - 0,1 % — азіатів |

До двох чи більше рас належало 0,2 %. Частка іспаномовних становила 0,3 % від усіх жителів.
За віковим діапазоном населення розподілялося таким чином: 17,8 % — особи молодші 18 років, 60,0 % — особи у віці 18—64 років, 22,2 % — особи у віці 65 років та старші. Медіана віку мешканця становила 49,3 року. На 100 осіб жіночої статі у селищі припадало 101,7 чоловіків;  на 100 жінок у віці від 18 років та старших — 104,4 чоловіків також старших 18 років.
Середній дохід на одне домашнє господарство  становив 57 626 доларів США (медіана — 41 471), а середній дохід на одну сім'ю — 66 302 долари (медіана — 51 250). Медіана доходів становила 47 500 доларів для чоловіків та 25 882 долари для жінок. За межею бідності перебувало 13,3 % осіб, у тому числі 20,6 % дітей у віці до 18 років та 3,8 % осіб у віці 65 років та старших.
Цивільне працевлаштоване населення становило 582 особи. Основні галузі зайнятості: освіта, охорона здоров'я та соціальна допомога — 22,2 %, виробництво — 16,8 %, мистецтво, розваги та відпочинок — 10,7 %, транспорт — 10,0 %.